# Velîkîi Obzîr, Kamin-Kașîrskîi
Velîkîi Obzîr (în ucraineană Великий Обзир) este localitatea de reședință a comunei Velîkîi Obzîr din raionul Kamin-Kașîrskîi, regiunea Volînia, Ucraina.

## Demografie
Componența lingvistică a localității Velîkîi Obzîr
     Ucraineană (99,58%)
     Alte limbi (0,42%)
Conform recensământului din 2001, majoritatea populației localității Velîkîi Obzîr era vorbitoare de ucraineană (99,58%), existând în minoritate și vorbitori de alte limbi.